# لامبرت لاثام
لامبرت لاثام (بالإنجليزية: Lambert Latham)‏ هو عسكري أمريكي، ولد في 1768، وتوفي في 6 سبتمبر 1781.